# آرلینگتن، کارولینای شمالی
آرلینگتن (به انگلیسی: Arlington) یک شهر در ایالات متحده آمریکا است که در شهرستان یادکین، کارولینای شمالی واقع شده‌است. آرلینگتن ۲٫۲ کیلومتر مربع مساحت و ۷۹۵ نفر جمعیت دارد و ۳۰۱ متر بالاتر از سطح دریا واقع شده‌است.